# Слюсар
Слю́сар (нім. Schlosser, від Schloss — «замок») — робітник, який обробляє метали та інші матеріали ручним або механічним інструментом, а також складає, регулює, ремонтує машини та механізми. Існує більш ніж десять різновидів цієї професії.

## Професійні функції
Основні види слюсарних робіт:
- розмітка,
- рубання металу,
- обпилювання металу,
- вигинання металу,
- свердління,
- зенкерування,
- розвертування,
- нарізка різьби,
- паяння
- притирання та інше.

## Професійні захворювання
Слюсар при виконанні слюсарних робіт використовує різноманітний інструмент затискної та ударної дії, внаслідок порушення техніки безпеки часто бувають забої, порізи, травмування очей. Внаслідок тривалої роботи на віброінструментах може виникати віброзахворювання, довга робота стоячи біля верстака викликає варикозне розширення вен, при тривалій роботі лежачи на протягах (автослюсар, ремонтник, сантехнік) зростає ризик виникнення люмбаго. При підйомах важких вантажів травми хребта.

## Відомі слюсарі
- Чичеров Володимир Степанович (*1933—†1996) — Двічі Герой Соціалістичної Праці.